# Скіфський лук
На території Причорномор'я у часи скіфів був доволі розповсюджений один із перших композитних луків, також відомий за назвою "скіфський".

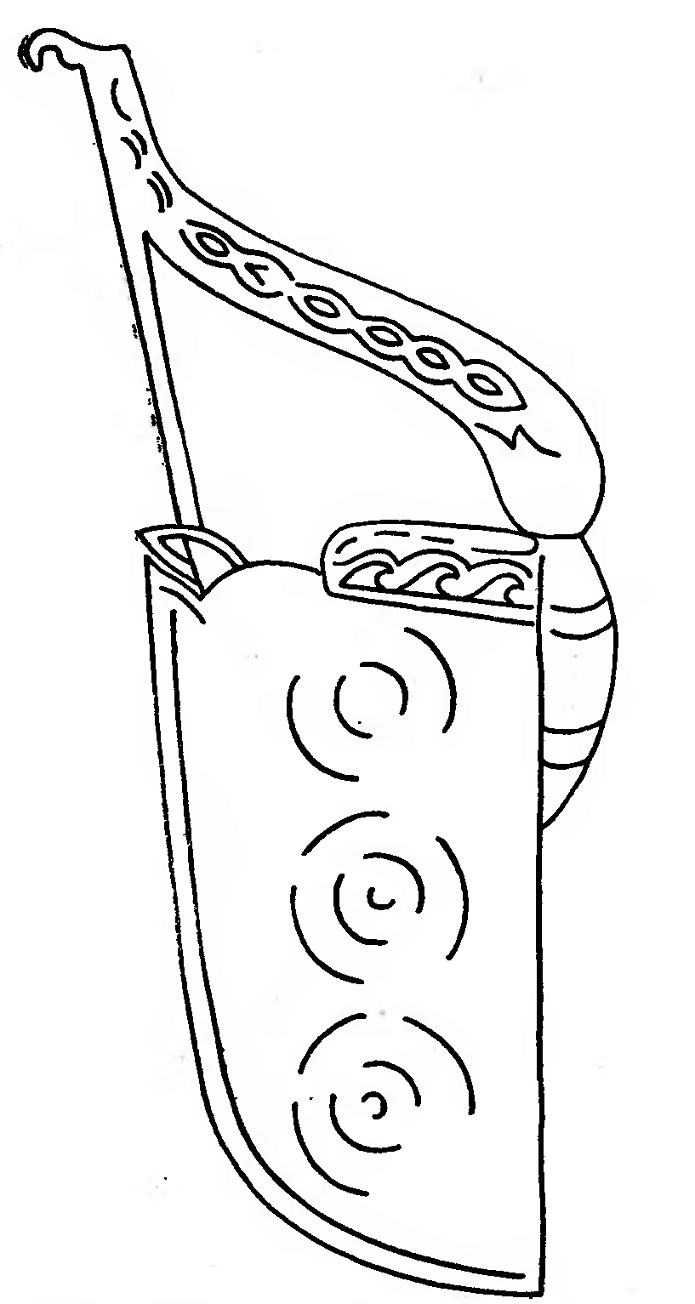
Варіант реконструкції скіфського композитного луку, що знаходиться в гориті-чохлі

Він набув найширшого поширення у скіфському просторі, про що переконливо свідчать сотні тисяч наконечників стріл "скіфського" типу, знайдених на величезній території — від крайнього заходу Європи до глибин Сибіру. Виняткова близькість типів наконечників, знайдених на неосяжних просторах, дозволяє стверджувати використання воїнами і мисливцями однакових луків чи дуже близьких типів. Переконливим свідченням скіфського луку є також пам'ятники образотворчого мистецтва.

## Наративні та зображальні джерела
Однією з особливостей скіфських луків є загнуті краї кінців. Так вони зображені усім предметах торевтики. Про загнуті кінці скіфських луків згадував Есхіл; про «криві луки» скіфів читаємо в стародавніх схолях до «Одіссеї» 
Найбільш чітке зображення скіфського луку знаходиться на посудині з Куль-Оби. Його тримає в руках воїн та натягує на нього тятиву. лук невеликий, з плечами різної величини та різного вигину, кінці сильно відігнуті назовні. 
До цього луку повністю підходить опис, залишений Амміаном Марцелліном: «В той же час як луки всіх народів згинаються з гнучких тіл, луки скіфські - вигнуті з обох боків широкими і глибокими всередину рогами, мають вигляд півмісяця, а середину їх поділяє прямий та круглий брусок» 
Однією з особливостей скіфських луків є загнуті краї кінців. Так вони зображені усім предметах торевтики. Про загнуті кінці скіфських луків згадував Есхіл ; про «криві луки» скіфів читаємо в стародавніх схолях до «Одіссеї»

## Археологічні данні
З наявних у розпорядженні археологів матеріалів можна лише говорити про широке розповсюдження в Скіфії асиметричного, порівняно невеликого луку, що складався з кількох дерев'яних частин та використанням у конструкції деталей з кори, рогу, кістки і, очевидно, сухожиль. Такий лук і слід називати композитним.
за даними вчених, довжина натягнутого  скіфського луку становила 1/5 або 1/2 людського зросту, що становило приблизну довжину у 60-70 см. 

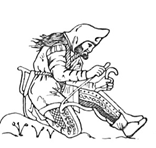
Скіфський лучник, що натягує тетиву з античної вази з Куль-Оби

Єдиний на території Скіфії лук  порівняно непоганого збереження, був знайдений в кургані «Три брати» недалеко від Керчі в 1967 р. За описом знахідки поруч зі стрілами лежало тіло луку довжиною 67 см. Це був сегментоподібний лук, що складався з трьох дерев'яних пластин, обмотаних по спіралі смужкою кори шириною 1,3 - 1,5 см.
Загальна товщина тіла складала 2 см.

## Знаряддя луку

### Тятива
Тятива - найважливіша частина луку. Вона повинна бути міцною, щоб виносити багаторазові навантаження при вдяганні на лук,  стрільбі та бути стійкою до деформації, що неминуче супроводжуються як  при натягуванні тятиви, так і при скороченні.
Тонка тятива у похованнях скіфів зберегтися не могла, тому точних  археологічних данних ми не маємо.
Що ж до наративних джерел, то в давніх схолях до «Іліади» тятива скіфських луків, що  виготовлена з кінського волосу, протиставляється воловій тятиві критян. Можливість використання тятиви з кінського волосу підтверджується даними етнографії. Для цієї ж мети могли використовуватися кінські жили.

### Стріли
Стріли, що використовувалися скіфами, зазвичай складалися з трьох частин наконечника, держака та оперення. Загальна довжина держака скіфських стріл складала 60 см. Порода дерева, з якого виготовлені держаки скіфських стріл, практично ще не підлягає визначенню. Вчені зазначають, що для цієї мети застосовувалися береза, ясен, тополя. Древко мало бути без сучків і легко піддаватися обробці за допомогою такої нескладної зброї, як ніж, що нерідко входив до загального інвентарю скіфа. 
Древко стріл також виготовлялися і з очерету. Такі древка були знайдені в курганах під Смілою та в Малій Цимбалці, відомі і серед пам'ятників савроматів і сарматів. 
Широке поширення в стародавньому світі очерету для виготовлення держаків досить очевидне:: він досить міцний,  ідеально прямий, не вимагає майже жодної обробки. Важливим також є той факт, що він розповсюджений практично на.  всіх берегах водойм Євразії. Недоліком тростини є його крихкість, що можна запобігти загартуванню стебла на вогні.

## Галерея

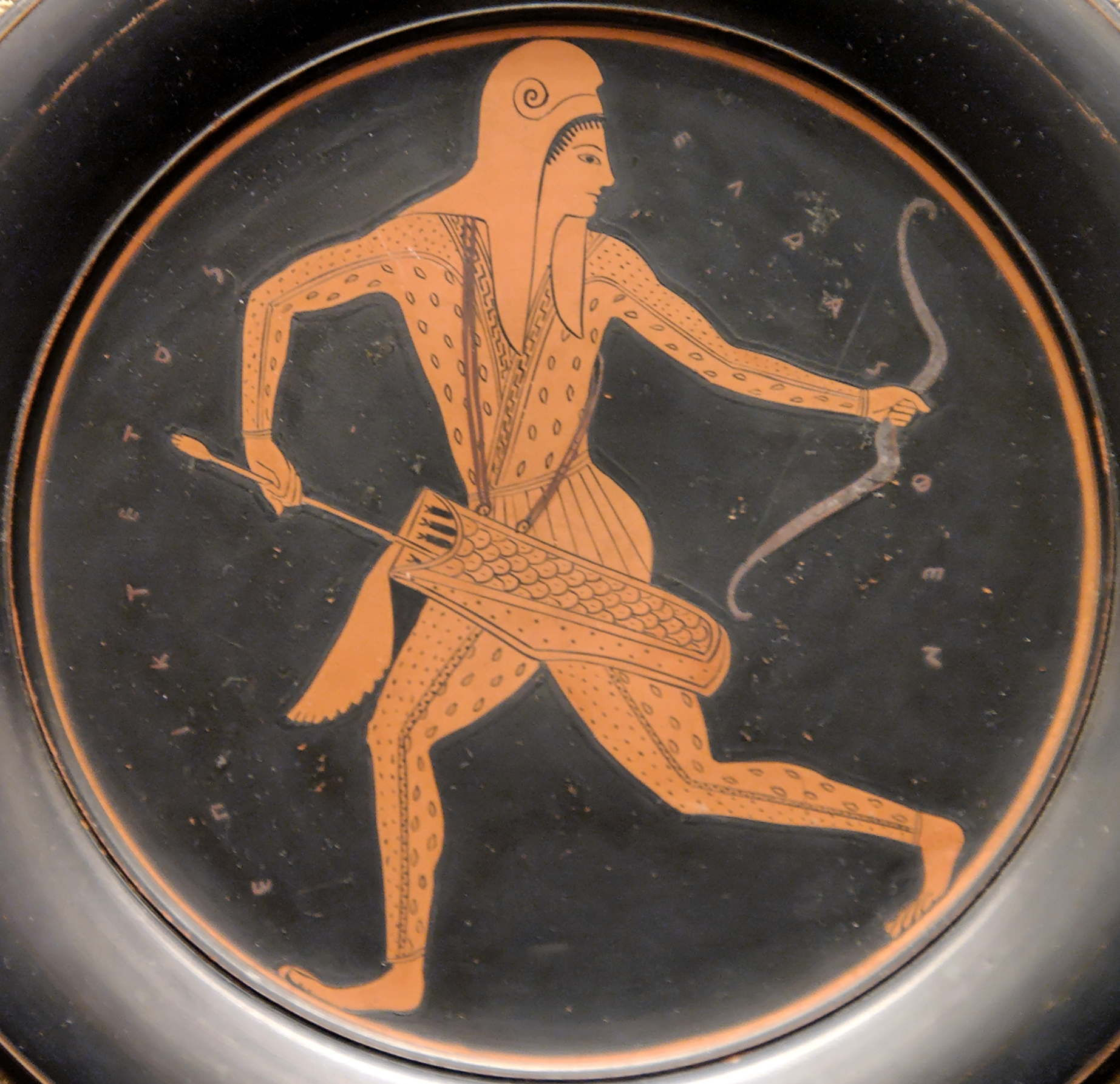
Скіфський лук

1. ↑  Истории, XXII, 8, 10-ВДИ. 1949 № 3, с 285
2. ↑  Эсхил, 214, Хоэфоры, 154 - ВДИ. 1947. №3, с. 285
3. ↑  ВДИ. 1947 § 1, с 298. фр. 136
4. ↑  Бессонова С.С. (1971). Погребение ТУ в. до н. 5. из Трехбратнего кургана.— В ки.: Скиф- ские древности (рос.). Киев. с. 247.
5. ↑  Смирнов К. Ф. (1961). Вооружение савроматов. № 101  (рос.). МИА. с. с. 31—69. {{cite book}}: |pages= має зайвий текст (довідка)